# Brüder- und Schwesternschaft des Rauhen Hauses
Die Brüder- und Schwesternschaft des Rauhen Hauses ist eine von Johann Hinrich Wichern gegründete geistliche Gemeinschaft. Sie ist Teil der Stiftung Das Rauhe Haus und hat ihren Sitz auf dem Stiftungsgelände des Rauhen Hauses in Hamburg-Horn. Aktuell (Stand 2019) steht die Diakonin Claudia Rackwitz-Busse der Gemeinschaft als Konviktmeisterin vor.

## Geschichte

### Ausbildung von Gehilfen (Brüdern)

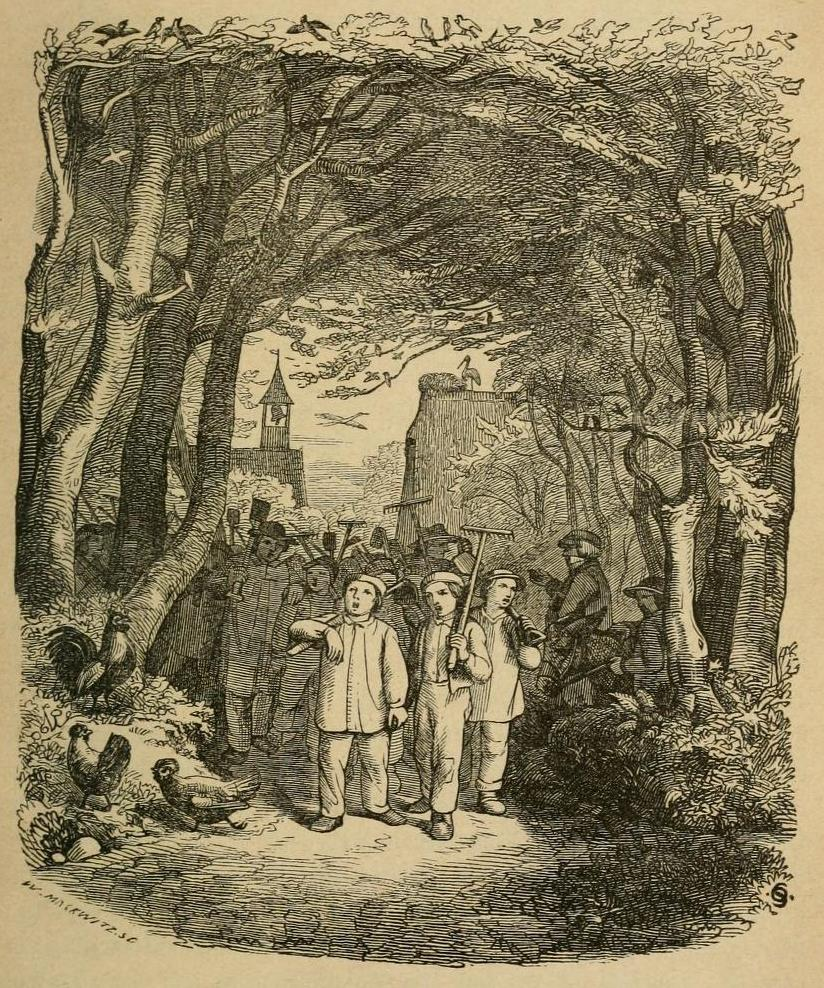
Idealisierte Darstellung von Knabenfamilien des Rauhen Hauses, die begleitet von ihren Brüdern singend zur Gartenarbeit ausziehen. Im Hintergrund der Betsaal (mit Dachreiter) und das Hauptgebäude Grüne Tanne

Wichern wollte schon früh eine eigene Ausbildungsstätte für die Erziehungsgehilfen schaffen, die die Kinderfamilien im Rettungsdorf des Rauhen Hauses leiteten. Ein Vorbild war die Armenschullehreranstalt, die Christian Heinrich Zeller 1820 in Beuggen gegründet hatte. Der Vorstand des Rauhen Hauses erkannte aber nicht den Wert einer pädagogischen Ausbildung, sondern schlug vor, die Gehilfen unter den zahlreichen Chausseearbeitern zu rekrutieren. Erst im März 1844 wurde die Brüderanstalt des Rauhen Hauses offiziell begründet, nachdem eine vergleichbare Ausbildung zuvor als Gehilfeninstitut bezeichnet wurde. Den Wechsel der Bezeichnung von „Gehilfen“ zu „Brüdern“ begründete Wichern später (1868) damit, dass „Gehilfen“ die falsche Assoziation erwecke, als seien diese nicht zu eigenverantwortlicher Arbeit fähig. Die Bezeichnung „Diakone“ lehnte Wichern ab.
Als Gehilfen konnten sich junge, gesunde, christlich gesinnte Männer melden, die eine Ausbildung im Handwerk oder in der Landwirtschaft abgeschlossen hatten und bereit waren, gegen freie Kost und Logis die Jungen des Rauhen Hauses zu unterrichten. Zusätzlich bot ihnen das Rauhe Haus eine Qualifikation für eine spätere Berufstätigkeit als Volks- oder Landschullehrer an. An Interessenten aus dem ganzen deutschsprachigen Raum war kein Mangel. Der Verein für die protestantischen Auswanderer in Nordamerika mit Sitz in Bremen ließ auf eigene Kosten angehende Kolonistenprediger im Rauhen Haus ausbilden. Der Personalschlüssel zur Betreuung der Jungen war nun weit günstiger, negativ machte sich eine stärkere Fluktuation der pädagogischen Mitarbeiter bemerkbar.

### Ordnung der Brüderschaft
Im Anschluss an das 25-jährige Jubiläum des Rauhen Hauses fand am 18./19. September 1858 der Erste Brüdertag statt. Wichern verschickte vor dieser Zusammenkunft an die Brüder eine von ihm verfasste Ordnung der Brüderschaft des Rauhen Hauses, womit diese Organisation erstmals feste Regelungen erhielt, die nach Wicherns Darstellung aber nur das enthielten, was sich in der Praxis herausgebildet hatte. Demnach war die Brüderschaft eine Familie, die im Rauhen Haus ihren Mittelpunkt hatte. Sie stehe in Bekenntnis und Leben in der lutherischen Kirche und widme sich der Inneren Mission. Die Ordnung von 1858 führte die Unterscheidung von Sendbrüdern und Freibrüdern neu ein:
- Sendbrüder wurden nach Abschluss ihrer Ausbildung im Rauhen Haus in ein auswärtiges Aufgabenfeld entsandt. Sie waren zu Konvikten zusammengefasst, die sich nach Möglichkeit regelmäßig trafen. Bei der feierlichen Entlassung wurde der Bruder mit Handschlag und Unterschrift auf die Brüderordnung verpflichtet. Damit akzeptierte er ein Mitspracherecht der Brüderschaft bei seiner Berufswahl, Eheschließung und sonstigen Lebensführung.
- Freibrüder waren evangelische Christen, die sich der Brüderschaft angeschlossen hatten. Gedacht war hier an ehemalige Mitarbeiter, aber die Mitgliedschaft stand auch Freunden und Förderern offen. Sie verpflichteten sich zu einem jährlichen Beitrag an die Brüderkasse (Brüdertaler) und zu regelmäßigen schriftlichen Rückmeldungen an die Leitung der Brüderschaft.

Im Rauhen Haus lebende Send- und Freibrüder wurden als Hausbrüder bezeichnet.
Trotz strenger Aufnahmekriterien bewarben sich besonders in den 1870er und 1880er Jahren Hunderte von jungen Männern um eine Ausbildung im Rauhen Haus. Die meisten Kandidaten kamen aus den altpreußischen Provinzen Brandenburg, Schlesien und Sachsen. Gern gesehen waren Bewerbungen von Handwerkern und kaufmännischen Angestellten.
Hauptarbeitsfelder der Sendbrüder waren:

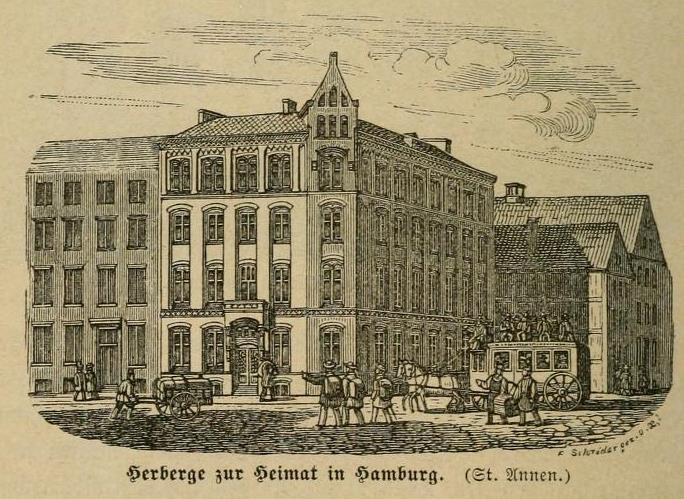
Die erste Herberge zur Heimat in Hamburg, erbaut 1870

- Rettungs- und Waisenhäuser in Nord-, Mittel- und Ostdeutschland, im Baltikum und in den USA.
- Herbergen zur Heimat und Arbeiterkolonien. Beide Tätigkeitsfelder waren eine Antwort auf die Probleme der Arbeitsmigration in Zeiten der Industrialisierung. Handwerksgesellen und Wanderarbeiter standen in Gefahr, von Seiten der Behörden als Bettler und Vagabunden kriminalisiert zu werden.[10]
- Stadtmission – insbesondere die Hamburger Stadtmission kooperierte eng mit dem Rauhen Haus. In den rasch wachsenden Großstädten konnte der Stadtmissionar, da nicht an die Strukturen von Kirchengemeinden gebunden, flexibel eingesetzt werden.[11]
- Gemeindediakonie. Größere Bedeutung erlangte dieses Tätigkeitsfeld erst nach 1900, als die Landeskirchen Diakonenstellen in den Kirchengemeinden finanzierten.
- Hafenmission. Auch dieses Tätigkeitsfeld entwickelte sich erst nach Wicherns Zeit in größerem Stil. Es umfasste als Seemannsmission die Betreuung deutscher Seeleute in ausländischen Häfen wie auch den Unterhalt von Wohnheimen für Seeleute in deutschen Hafenstädten.
- Krankenpflege, einerseits Katastrophenhilfe, z. B. während der Typhusepidemie in Oberschlesien 1848, andererseits Felddiakonie: Während des preußisch-österreichischen Krieges 1866 und des Deutsch-Französischen Krieges 1870/71 pflegten die Brüder Verwundete und Cholerakranke.
- Gefängnisse. Wichern wirkte als Berater bei der Gefängnisreform in Preußen mit. Eine Kabinettsorder von 1851 erteilte den sogenannten „Staatspensionären des Rauhen Hauses“ die Anstellungsberechtigung als Gefängniswärter. 1856 traten die ersten Rauhhäusler Brüder ihren Dienst im Zellengefängnis Lehrter Straße an. Das Evangelische Johannesstift Berlin wurde als Brüderhaus nach dem Vorbild des Rauhen Hauses errichtet. 1863 verlängerten die preußischen Abgeordneten den auslaufenden Vertrag mit dem Rauhen Haus nicht. Die bereits in Gefängnissen tätigen Rauhhäusler Brüder setzten ihre Arbeit noch bis in die 1880er Jahre fort.[12] Das Ende für dieses Tätigkeitsfeld zeigt, so Desiree Schauz, „den wachsenden Legitimationsverlust religiöser Besserungskonzepte und ihrer Vertreter innerhalb des Gefängnisdiskurses.“[13] Als Kritiker trat besonders der liberale Jurist Franz von Holtzendorff hervor. Er sah in der Rauhhäusler Brüderschaft einen Orden, vergleichbar den Jesuiten. Jeder Sendbruder stehe mit der Leitung in Verbindung, berichte dorthin und empfange von dort auch Weisungen. Das hielt er für eine nicht akzeptable Doppelloyalität.[14]

### Diakonenanstalt
Anfang des 20. Jahrhunderts näherte sich die Brüderschaft des Rauhen Hauses zunehmend der Männlichen Diakonie an; folgerichtig wurde die 1926 gegründete Stiftung Brüderanstalt des Rauhen Hauses 1930 umbenannt in Stiftung Diakonenanstalt des Rauhen Hauses. Ihr Stiftungszweck war es, junge Männer unentgeltlich für eine Berufstätigkeit in den Arbeitsfeldern der Inneren Mission zu qualifizieren. Als die Massenarbeitslosigkeit 1931 ihren Höhepunkt erreichte, bewarben sich sehr viele Interessenten. Das Reichswohlfahrtsgesetz von 1924 eröffnete der Diakonie neue Aufgabenfelder.

### NS-Diktatur
Im September 1933 wurde das 100-jährige Bestehen des Rauhen Hauses mit einer Festwoche aufwändig gefeiert. Innerhalb der Festwoche fand am 13./14. September der Deutsche Diakonentag statt, zu dem rund 1000 Diakone in Hamburg beim Rauhen Haus zusammentrafen, um über berufliche Herausforderungen zu diskutieren. Faktisch geriet dieses Treffen zu einer Werbeveranstaltung für die Deutschen Christen:

„Die an der Geburtsstätte des erneuerten Diakonenamtes, dem Rauhen Haus […] versammelten 1000 Diakone versichern der Reichsleitung der Glaubensbewegung ‚Deutsche Christen‘ ihre Treue und stellen sich geschlossen und vorbehaltlos hinter ihre Führung. Sie erwarten, dass diejenigen Diakone, die sich dieser Bewegung noch nicht angeschlossen haben, ihren organisatorischen Beitritt unverzüglich erklären. Wir begrüßen den nationalsozialistischen Aufbruch unseres Volkes als eine Gnade Gottes […] Wir bieten der Kirche erneut, wie einst Wichern schon, unseren Dienst an, […] dass endlich die deutsche evangelische Volkskirche des Dritten Reiches werde, in der alle evangelischen Deutschen Heimatrecht finden.“

Im Februar 1936, nach Inkrafttreten der Nürnberger Gesetze, schickte Marga Meusel an alle 18 Diakonenanstalten eine Anfrage, ob sie bereit seien, Diakonenanwärter aufzunehmen, die „nicht rein arisch, aber sonst geeignet“ seien. Drei der 18 Ausbildungsstätten erklärten sich hierzu bereit, darunter das Rauhe Haus.
Die Brüderschaft des Rauhen Hauses war in ihrer Haltung zum NS-Staat gespalten. Die Mehrheit, mit Erziehungsinspektor August Füßinger als Wortführer, gehörte zum gemäßigten Flügel der Deutschen Christen, auch nach ihrer Austrittswelle infolge der Rede von Reinhold Krause am 13. November 1933 im Sportpalast. Eine Minderheit um den ehemaligen Stadtmissionar Tilman Fries hielt sich zur Bekennenden Kirche. Allerdings war diese Fraktion eher unter den Sendbrüdern in den Verbänden Rheinland-Westfalen und Niedersachsen vertreten, von wo aus sie auf die Zentrale in Hamburg wenig Einfluss nehmen konnten. Zeitzeugen berichten von einem Klima des Misstrauens in der Brüderschaft. So fand zwischen 1933 und 1948 kein Brüdertag statt.
Im Jahr 1939 gab es 286 Rauhhäusler Brüder, 1946 waren es nur noch 207; 35 Brüder waren gefallen bzw. galten als vermisst.

### Nachkriegszeit
Nach Kriegsende diente den nach Hamburg zurückkehrenden Brüdern zunächst das Pfarrhaus des Vorstehers Gottfried Donndorf in der Parkallee 49 als Anlaufstelle. Hier fanden sie Unterkunft und Auskunft über ihre Familien.
Die reorganisierte Diakonenausbildung begann mit einem Fachpraktikum als Gehilfe eines älteren Bruders. Darauf folgte die insgesamt vierjährige Ausbildung. Die angehenden Diakone arbeiteten ehrenamtlich in einer der Knabenfamilien mit, und während die Jungen in der Schule waren, fand der Brüderunterricht statt. An das erste Jahr der Diakonenausbildung schloss sich eine zweijährige Ausbildung zum staatlichen Wohlfahrtspfleger an, worauf ein zweites Jahr Diakonenausbildung folgte. Damit waren die Absolventen für Aufgaben in der Kirche, in der Diakonie und auch im Staatsdienst qualifiziert. Der typische Berufsweg führte Rauhhäusler Brüder dieser Generation als Kirchenbeamte in die Gemeindediakonie.

### Neuausrichtung seit den 1960er Jahren
Die Diakonenausbildung wurde in den 1960er Jahren reformiert. Die Anregung dazu kam von der Landeskirche, die angesichts des Nachwuchsmangels in der Pfarrerschaft die Diakonenausbildung als eine Art zweiten Bildungsweg zum Pfarrberuf ausgestalten wollte. Der Vorsteher des Rauhen Hauses, Wolfgang Prehn, sah das kritisch: „Der Diakon darf nicht die Unterstufe zum Pfarrer sein.“
Dann kam das Ende für die Verschränkung der Diakonen- und Wohlfahrtspflegerausbildung, wie sie in der unmittelbaren Nachkriegszeit üblich war. Im Jahr 1968 war der Neubau des Brüderhauses abgeschlossen und nahm nun die Höhere Fachschule für soziale Arbeit auf. Während der Studentenunruhen protestierten auch angehende Diakone gegen die bisher üblichen Ausbildungsbedingungen mit eingeschränkter Privatsphäre, starkem Autoritätsgefälle und Doppelbelastung durch die Arbeit als Erzieher in den Kinderfamilien neben dem Studium. Das Rauhe Haus wandelte daraufhin 1971 die Höhere Fachschule in eine Fachhochschule um. Die Verpflichtung, neben der Ausbildung als Erzieher zu arbeiten, entfiel.
Die Verbindung zwischen der Brüderschaft des Rauhen Hauses mit ihren traditionellen Strukturen und den Studenten der Fachhochschule lockerte sich seit den 1970er Jahren erheblich; nur eine Minderheit der Studenten wohnte noch im Brüderhaus, und ebenfalls nur eine Minderheit nutzte die Möglichkeit, sich am Ende der Ausbildung einsegnen zu lassen. Die Zugehörigkeit zu einer Gemeinschaft war in der Nordelbischen Kirche indes Voraussetzung für eine Tätigkeit als Diakon oder Diakonin, und dieser Beruf stand Frauen und Männern gleichermaßen offen. Die erste Diakonin trat 1968 in die Brüderschaft ein. 1972 beschloss der Brüderrat, Diakoninnen „wie weibliche Brüder“ zu behandeln. Eine neue Ordnung trug 1983 den veränderten Realitäten Rechnung, mit einer Umbenennung der Gemeinschaft in Brüder- und Schwesternschaft des Rauhen Hauses. Die meisten Mitglieder übten einen Beruf im Bereich von Kirche und Diakonie aus. In den Folgejahren kürzte die kirchliche Finanzplanung besonders viele Stellen im Gemeindediakonat: „Waren 1984 noch 71,5% der Diakone und Diakoninnen bei Kirche und Diakonie angestellt, so waren es 2004 gerade noch 32,6%.“

## Gegenwart
Die Brüder- und Schwesternschaft ist Teil der Stiftung Das Rauhe Haus und führt in diesem organisatorischen Rahmen ein selbständiges Leben. Sie kooperiert mit anderen Gemeinschaften im Diakonat innerhalb der Nordkirche und ist Mitglied des Verbandes Evangelischer Diakonen-, Diakoninnen- und Diakonatsgemeinschaften in Deutschland e.V. (VEDD). Um in die Gemeinschaft aufgenommen zu werden, ist eine Ordination zum Diakonat notwendig oder aber eine Verbundenheit mit dem Rauhen Haus sowie diakonische Kompetenz, sei es durch entsprechende Fortbildung oder durch langjährige Tätigkeit in Kirche und Diakonie. Der Aufnahme geht eine Vorbereitungszeit voraus, die eine aktive Mitarbeit im Konvikt beinhaltet. Sie wird in einem Gottesdienst vom Vorsteher des Rauhen Hauses und vom Konviktmeister vollzogen.
Alle zwei Jahre findet ein Brüder- und Schwesterntag statt, der vom Ältestenrat einberufen wird.
Konvikte und Konvente sind die wesentlichen Orte gemeinsamen Lebens. Konvikte sind regionale Zusammenschlüsse, während sich Konvente einem Thema widmen.
Die Organe der Brüder- und Schwesternschaft sind:
- die Mitgliederversammlung;
- der Ältestenrat;
- die Delegiertenversammlung;
- der Vorsteher (bzw. die Vorsteherin) des Rauhen Hauses und der Konviktmeister (bzw. die Konviktmeisterin).[25]

Aktuell (Stand 2018) hat die Brüder- und Schwesternschaft 756 Mitglieder, von denen 645 stimmberechtigt sind; die übrigen Personen gehören der Gemeinschaft als Witwen oder Witwer an, oder sie befinden sich in der Vorbereitungszeit. Die meisten der stimmberechtigten Mitglieder, nämlich 572 Personen, sind ordinierte Diakone und Diakoninnen.